# Ektopická exprese antigenů v thymu
Ektopická exprese antigenů v thymu (z angl. ectopic expression, v novější literatuře pak promiscuous gene expression) je procesem, během kterého dochází ke generování tisíců tkáňově specifických antigenů (TSA), které jsou v těle produkovány jednou či několika málo tkáněmi, za účelem jejich prezentace vyvíjejícím se T lymfocytům (thymus je hlavním orgánem jejich vývoje). Protože repertoár T lymfocytů zahrnuje klony, které specificky rozpoznávají tělu vlastní tkáně a tím pádem mohou být zdrojem autoimunity, prezentace TSA antigen prezentujícími buňkami (APC), mezi které se řadí epiteliální buňky thymu, dendritické buňky a B lymfocyty, může vést k jejich odhalení a následnému zneškodnění. Pakliže APC rozpoznají takový klon, jsou schopné indukovat jeho apoptózu (negativní selekce) případně ho přeměnit v regulační T lymfocyt (Treg selekce), který je následně schopný potlačit autoreaktivní T lymfocyty, co unikly negativní selekci. Tyto selekční procesy tvoří základní stavební kameny centrální tolerance.

## Ektopická exprese v jednotlivých buněčných typech
Ve většině tkání je běžně exprimováno zhruba 60% kódujícího genomu. Některé tkáně, mezi které se řadí mozek či varlata mají repertoár exprimovaných genů zhruba o 10% větší. Naproti tomu ektopická exprese v medulárních epiteliálních buňkách thymu  (mTEC) ovlivňuje až 85 % genů. Takový rozsah genové exprese nemá v jiných tkáních obdoby.

### Medulární epiteliální buňky thymu
Samotný jev ektopické exprese v thymu byl objeven na konci 80. let nicméně to, že medulární epiteliální buňky thymu (mTEC) jsou zodpovědné za tento proces až o více než dekádu později. Tyto buňky unikátně exprimují Autoimunitní regulátor (Aire), který aktivuje expresi zhruba 40% TSA, nazývaných Aire-závislé. Defekty v expresi Aire vedou k multiorgánové autoimunitě u myší a u lidí způsobují těžký autoimunitní syndrom APECED, který je většinou doprovázen dalšími autoimunitními onemocněními. Více než polovina TSA je však Aire-nezávislých a regulátory jejich ektopické exprese až na jednu výjimku známé nejsou.
mTEC jsou velice heterogenní buněčná populace, která se nejjednodušeji dělí na subpopulaci s nízkou expresí MHCII, která je většinově tvořena nezralými mTEC a na subpopulaci zralých mTEC s vysokou expresí MHCII. Aire je exprimován pouze 30% zralých mTECs. Ektopická exprese je přitom přítomna i u nezralých mTEC, ale v omezenějším rozsahu.
Ektopická exprese konkrétních TSA je aktivována stochasticky. Každý Aire-závislý TSA je tedy generován pouze 1-3% mTEC, každý Aire-nezávislý TSA pak zhruba 9% mTEC. Jednotlivé TSA jsou ko-exprimovány v klastrech, jejichž složení je neměnné, nicméně ektopická exprese jednotlivých klastrů se mění v průběhu vývoje mTEC a tyto klastry jsou značně variabilní mezi jednotlivci. Tyto klastry také neodpovídají ko-exprimovaným TSA v periferních tkáních a raději odrážejí ko-lokalizaci TSA na chromozomech. Další odlišností oproti periferním tkáním je, že ektopická exprese může probíhat jak monoalelicky, tak bialelicky. Běžná exprese v periferních tkáních probíhá pouze bialelicky. Naopak síla exprese TSA, počet variant TSA, které podléhají splicingu, či RNA editace TSA odpovídají situaci v periferních tkáních.
Ektopická exprese je vysoce konzervovaným procesem jak u myší tak u lidí.

### B lymfocyty
Přestože B lymfocyty jsou schopné, podobně jako mTEC, indukovat jak negativní tak Treg selekci, jejich relevance pro centrální toleranci není experimentálně zcela podložena. Předpokládá se nicméně, že B lymfocyty jsou v thymu "licencovány" interakcí s autoreaktivními T lymfocyty, skrz CD40-CD40L, k produkci Aire a zvýšené produkci MHCII a kostimulačních molekul. V takto licencovaných B lymfocytech potom Aire řídí ektopickou expresi Aire-závislých TSA, které se však většinově neshodují s těmi vyskytujícími se u mTEC. B lymfocyty tedy v thymu rozšiřují prezentovaný repertoár TSA a zvyšují tím tak pravděpodobnost zněškodnění autoreaktivních T lymfocytů.

### Ektopická exprese mimo thymus
K expresi Aire dochází také v periferních tkáních, konkrétně v sekundárních lymfatických orgánech, nicméně stále zde není jasné v jakém buněčném typu. Aire v těchto buňkách také aktivuje ektopickou expresi Aire-závislých TSA, odlišných od mTEC. Protože tyto buňky mají vysokou expresi MHCII ale téměř žádné kostimulační molekuly, předpokládá se, že autoreaktivní T lymfocyty spíše inaktivují, nežli by v nich indukovali apoptózu, podobně jako mTEC.

## Regulátory ektopické exprese

### Autoimunitní regulátor
Autoimunitní regulátor (Aire) nepatří mezi klasické transkripční faktory, přestože transkripci ovlivňuje a aktivuje. Cílové geny totiž nerozpoznává podle určité sekvence aminokyselin, nýbrž podle methylačních značek, které značí transkripčně inaktivní chromatin. Tento jev poukazuje na to jak je možné, že Aire reguluje tisíce genů a většinu z nich tvoří TSA, které jsou mimo své "domovské" tkáně právě takto značené.
Aire pro správnou funkci potřebuje interakci se zhruba padesáti dalšími molekulami. Mezi nejlépe popsané patří topoizomeráza II, která tvoří dvouvláknové zlomy DNA v místě Aire-závislých genů, které atrahují další molekuly jako je DNA protein-kináza, která společně s molekulami DNA damage response rozvolňuje okolní chromatin  a umožňuje aktivaci transkripce. Následně Aire interaguje s další klíčovou molekulou, elongačním faktorem p-TEFb, který uvolňuje již připravené RNA polymerázy II v oblasti promotorů Aire-závislých genů a umožňuje průběh samotné transkripce. Interakce mezi Aire a p-TEFb je zprostředkována molekulou Brd4, která zajišťuje stabilitu tohoto molekulárního komplexu.

### Fezf2
Fezf2 (forebrain embryonic zinc-finger-like protein 2) je dalším regulátorem ektopické exprese v thymu. Na rozdíl od Aire má Fezf2 další důležité funkce mimo centrální toleranci, např. při vývoji mozku, jedná se o klasický transkripční faktor a exprimuje ho většina mTEC.
Důležité je, že ektopická exprese aktivovaná Fezf2 zahrnuje jiné TSA než Aire-závislé, přičemž některé z těchto TSA byly v minulosti označené jako Aire-nezávislé, a že samotná transkripce Fezf2 není regulována působením Aire.